# Кейті Ґраймс
Кейті Ґраймс (англ. Katie Grimes; 8 січня 2006) — американська плавчиня.
Учасниця Олімпійських Ігор 2020 року, де на дистанції 800 метрів вільним стилем посіла 4-те місце.

## Виступи на Олімпійських іграх
| Олімпіада  | Дисципліна                | Місце |
| ---------- | ------------------------- | ----- |
| Токіо 2020 | 800 метрів вільним стилем | 4     |